# 랠프 모건

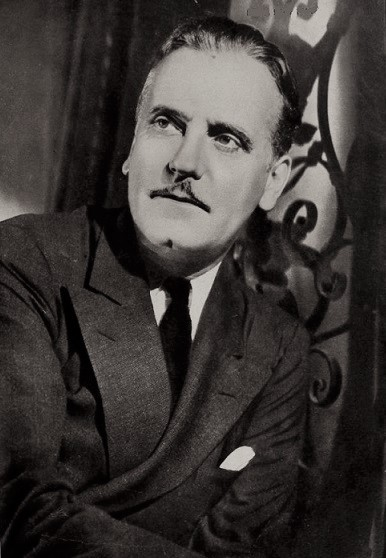

랠프 모건(Ralph Morgan, 1883년 7월 6일 ~ 1956년 6월 11일)은 미국의 연극 배우, 영화배우, 노동운동가이다.
뉴욕에서 태어났으며 뉴욕에서 사망하였다. 사인은 심근 경색이다. 그린우드 공동묘지에 매장되었다.

## 영화
- 히틀러스 매드맨 (1943년) - 얀 한카 역
- 스테이지 도어 캔틴 (1943년)
- 나잇 몬스터 (1942년)
- 딕 트레이시 대 범죄 주식회사 (1941년)
- 익스큐시브 (1937년)
- 에밀 졸라의 생애 (1937년)
- 제너럴 스팬키 (1936년)
- 안소니 에드버즈 (1936년)
- 스탠드 업 앤 치어! (1934년)
- 트랜서틀랜틱 메리-고-라운드 (1934년)
- 더 파워 앤 더 글로리 (1933년)
- 닥터 불 (1933년)
- 래스퓨틴 앤 더 엠프리스 (1932년)
- 더 선-도터 (1932년)